# Record de Tunisie du marathon
Le record de Tunisie du marathon est actuellement détenu par Tahar Mansouri chez les hommes, en 2 h 12 min 36 s, et par Amira Ben Amor chez les femmes, en 2 h 40 min 13 s.

## Hommes
| Athlète        | Performance     | Club         | Lieu      | Date            |
| Tahar Mansouri | 2 h 12 min 36 s | CSUI[Quoi ?] | Marrakech | 14 janvier 1996 |

## Femmes
| Athlète        | Performance     | Club                                    | Lieu    | Date        |
| Amira Ben Amor | 2 h 40 min 13 s | Association sportive militaire de Tunis | Londres | 5 août 2012 |